# 反基督教情緒

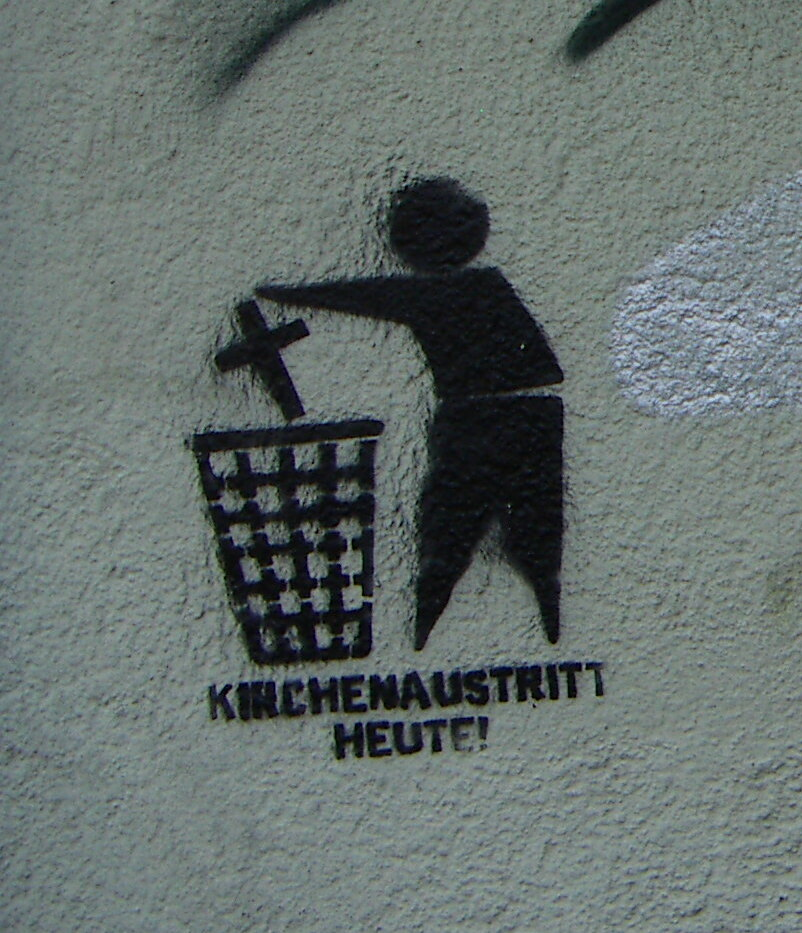
維也納的反基督教塗鴉

反基督教情緒（英語：Anti-Christian sentiment）是指對基督徒、基督宗教的恐懼、仇恨或偏見。根據天主教歐洲主教會議理事會的說法，反基督教情緒有時被稱為“基督恐懼症”或“基督教恐懼症”，儘管這些術語實際上涵蓋“針對基督徒之一切形式的歧視和無法容忍” 。

## 起源
反基督教情緒始於西元一世紀的羅馬帝國。羅馬帝國之掌權者和一般人民都對當時基督教的穩定發展持懷疑態度。這導致了羅馬帝國對基督徒的迫害。
反基督教情緒可在新約聖經中見到，這似乎是拿撒勒人耶穌所預見的。西元一世紀的反基督教情緒不僅是由羅馬統治當局表現出來，猶太人也表現出這種情緒，因為基督教在當時有很大程度上是從猶太教中興起的一個教派。保羅在成為基督徒之前曾迫害基督徒，他強調耶穌受難是猶太人的“絆腳石”，並且相信彌賽亞會死在十字架上對一些猶太人來說是一種冒犯。